# 胶东街道
胶东街道是中国山东省青岛市胶州市下辖的一个街道。青岛胶东国际机场选址胶州市胶东街道，已于2021年8月12日通航。

## 行政区划
胶东街道下辖：渔乐湖社区、安家村、北堤子村、大半窑村、大店村、大姜戈庄村、大麻湾二村、大麻湾三村、大麻湾一村、二铺村、高家庄村、葛埠岭村、葛家庄村、韩信沟村、和平庄村、河西店村、河西屯村、后店口村、后丰隆屯村、后辛庄村、荒庄村、贾庄村、胶东村、腊行村、刘家店村、罗家村村、南堤子村、南庄二村、南庄三村、南庄四村、南庄一村、前店口村、前丰隆屯村、前辛庄村、圈子村、东三官庙村、三角湾村、胜利庄村、十里铺村、石家庄村、谈家庄村、汪家庄村、温家庄村、小半窑村、小姜戈庄村、小麻湾东村、小麻湾西村、小西庄村、斜沟崖村、于家村、周家庄村、周王庄村、朱家屯村、朱家庄村、爱国庄村、八里庄村、小铺村、张王庄村、白家屯村、大铺村、大寨村、东草泊村、东小屯村、葛戈庄村、官庄村、韩家二村、韩家三村、韩家一村、宋家泊子村、朱家寨村、西草泊村、小寨村、杨家屯村。